# Сакарчагинский этрап
Сакарчагинский этрап (туркм. Sakarçäge etraby) — этрап в Марыйском велаяте Туркменистана.
Образован в декабре 1938 года как Сакар-Чагинский район Туркменской ССР. В ноябре 1939 года Сакар-Чагинский район отошёл к новообразованной Марыйской области.
В январе 1963 года Сакар-Чагинский район был упразднён, но уже в декабре 1964 года восстановлен в прямом подчинении Туркменской ССР. В декабре 1970 года район вновь вошёл в состав восстановленной Марыйской области.
В 1992 году Сакар-Чагинский район вошёл в состав Марыйского велаята и был переименован в Сакарчагинский этрап.
9 ноября 2022 года к Сакарчагинскому этрапу были присоединены город Шатлык, посёлки Довлетли-Заман и Парахат, генгешлики Алтын-Заман, Айхан, Дагхан, Гёкхан, Гюнхан, Мердана и Йылдызхан упразднённого Огузханского этрапа.